# Thomas Müller (oficial)
Thomas Müller (2 de febrero de 1902 - fecha de muerte desconocida) fue un oficial de las Waffen-SS que comandó la Escuela de Entrenamiento SS (Waffen-SS-Unterführerschule) en Radolfzell, la 9.ª División SS Panzer Hohenstaufen, la 17.ª División SS de Granaderos Panzer Götz von Berlichingen y la 6.ª Brigada de Asalto de Voluntarios SS Langemarck durante la II Guerra Mundial. Entró en acción en el este y en el oeste, terminando la guerra en el frente del Óder.

## Biografía
Müller nació en Múnich, Baviera el 2 de febrero de 1902. Sirvió con el Freikorps en 1920. Entre febrero de 1941 y febrero de 1943 Thomas Müller fue comandante e instructor de táctica en la Escuela de Entrenamiento SS en Radolfzell. Después de eso, comandó un regimiento en la 9.ª División SS Panzer Hohenstaufen (20 de febrero de 1943 - 29 de junio de 1944). Asumió el mando de la 9.ª División SS Panzer entre el 30 de junio y el 10 de julio de 1944.
Tras esto, tomó el mando brevemente de una nueva división, la 17.ª División SS de Granaderos Panzer Götz von Berlichingen. Después recibió el mando de la 6.ª Brigada de Asalto de Voluntarios SS Langemarck el 19 de octubre de 1944. La Langemarck actuaba de apoyo para la ofensiva alemana de las Ardenas pero tras la protesta política de las SS retornaron al este. Rindió la división a los Aliados occidentales en Schwerin.

## Carrera en las SS
- SS-Untersturmführer: 11 de septiembre de 1934
- SS-Obersturmführer: 1 de junio de 1935
- SS-Hauptsturmführer: 11 de noviembre de 1936
- SS-Sturmbannführer: 31 de octubre de 1939
- SS-Obersturmbannführer: 20 de abril de 1942
- SS-Standartenführer: 21 de junio de 1943

## Condecoraciones
- Cruz de Hierro Segunda (1940) y Primera (1940) Clases
- Insignia de Asalto de Infantería en Bronce (?)